# Miyata (bedrijf)
Miyata (宮田工業株式会社 miyata kougyou, Nederlands: Miyata Industrie B.V.) is een Japanse producent van fietsen en brandblussers. Het bedrijf heeft zijn hoofdkantoor in Chigasaki, Kanagawa, Japan. Miyata maakt deel uit van de Morita Groep.
Miyata is een van de oudste nog bestaande fietsfabrikanten van Japan. Het bedrijf was tevens fabrikant van de inmiddels niet meer geproduceerde Asahi motorfietsen. De Asahi AA motorfiets was de eerste op grote schaal vervaardigde motorfiets in Japan.
In Nederland is Miyata vooral bekend geworden door het fietsenmerk Koga-Miyata dat voortkwam uit een samenwerking met de Nederlandse rijwielfabrikant Koga, waarbij Miyata de fietsframes leverde. Circa 1990 werd deze samenwerking beëindigd.

## Geschiedenis
In 1881 opende Eisuke Miyata (1840-1900) een wapenfabriek in Kobiki-cho, Kyobaschi, Tokio. Hij noemde zijn bedrijf Miyata Manufacturing en hij begon met het vervaardigen van onder meer messen en geweren, met het Japanse leger en marine als belangrijke klanten. Nadat zijn tweede zoon Eitaro enkele jaren later zijn studie werktuigbouw had afgerond, kwam hij bij zijn vader werken. Toen in 1889 een in Japan wonende buitenlander met zijn fiets bij de fabriek verscheen met de vraag of zijn fiets door hen gerapareerd kon worden, probeerde Eitaro hem te helpen en blijkbaar met succes, want er kwamen daarna meer buitenlanders hun gaikokusha -buitenlander voertuig- laten repareren. In 1890 werd een nieuwe vestiging geopend in Kikugawamachi (Tokio). De naam van het bedrijf werd gewijzigd in Miyata Gun Works. Het repareren van fietsen was inmiddels uitgegroeid tot een belangrijke nevenactiviteit. Bij toeval werd ontdekt dat de buizen waaruit geweerlopen werden vervaardigd ook geschikt waren om een fietsframe uit samen te stellen. Na deze ontdekking begon Miyata met het produceren van fietsen.
Door een wetswijziging in 1900 werd de import van buitenlandse wapens in Japan toegestaan. De toevloed aan goedkopere buitenlandse wapens bracht Miyata in zwaar weer. In hetzelfde jaar overleed ook de oprichter, Eisuke Miyata. Zij zoon Eitaro besloot zich volledig te gaan richten op de productie van rijwielen. Een aantal buitenlandse fietsen werd aangekocht en grondig bestudeerd. In 1902 werd de oude naam Miyata Manufacturing in ere hersteld. De fietsen verschenen onder de merknaam  Asahi.

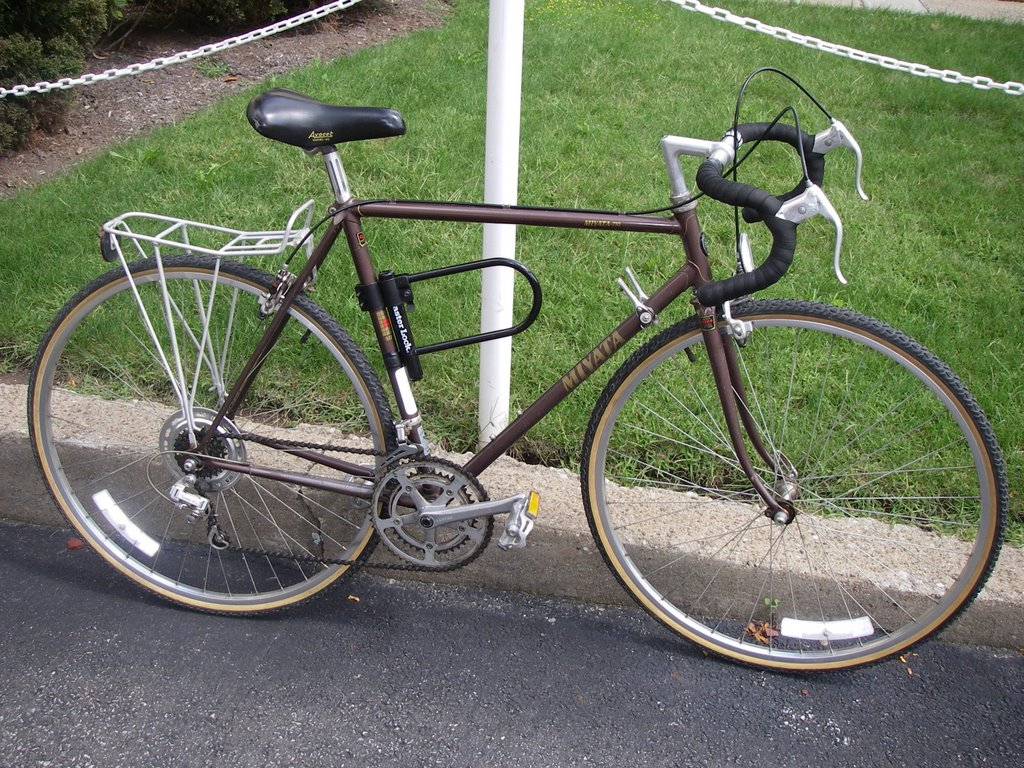
Miyata 710

In 1926 werd het bedrijf omgevormd naar een naamloze vennootschap waarna de onderneming in 1930 wederom verhuisde, naar ditmaal naar Kamata, in Ota. Miyata kreeg in 1949 een notering op de Beurs van Tokio. Drie jaar later begon het bedrijf met de productie van poederblussers. Matsushita Electric Industrial Co, Ltd (Panasonic) verwierf in 1959 een controlerend belang in Miyata. In 1963 werd de bedrijfsnaam gewijzigd in Miyata Industry Co, Ltd. (Japans: miyata kougyou). In 1964 verhuisde de gehele onderneming naar haar huidige vestigingsplaats in Chigasaki. Rond deze tijd werd de bouw van motorfietsen gestaakt, maar in de daarop volgende jaren bleef het bedrijf fietsen en brandblussers vervaardigen.
Nadat al in 2001 tussen Miyata en Morita een innige samenwerking was ontstaan, deed Morita eind 2008 een overnamebod. In 2009 kreeg Morita het volledig eigendom in handen en werd Miyata een onderneming binnen de Morita Groep. In 2010 begon Morita met het afsplitsen van de rijwieldivisie uit Miyata Industry naar een nieuwe onderneming met de naam Miyatasaikuru Inc. (lees: Miyata Cycle oftewel Miyata Fiets).

### Miyata en Asahi motorfietsen
Waarschijnlijk produceerde Miyata al in 1909 een of meer prototypen van motorfietsen. In 1913 werd op basis van een Triumph motorfiets een eigen motorfiets ontworpen. Na zeer positieve reacties op het eerste prototype begon Miyata met de productie van Asahi motorfietsen. Na de Tweede Wereldoorlog werden voornamelijk bromfietsen en lichte motorfietsen met tweetaktmotoren tot 173 cc geproduceerd. Pas in 1953 kwam de productie van werkelijk interessante 123- en 173 cc tweetakten op gang. In 1955 verscheen de Asahi HA met 249 cc viertaktblok. In 1956 volgde een 350- tweecilinder tweetakt en in 1960 een 250 cc tweecilinder tweetakt. De productie van motorfietsen eindigde in 1964.

### Fietsen
Miyata richt zich op het bouwen van fietsen voor dagelijks gebruik en gebruikt hierbij de slogan Smile, Safety (NL: Lach, Veiligheid). Miyata ziet als zijn doelgroep het traditionele Japanse gezin met een forensende vader, winkelende moeder en schoolgaande kinderen.
In tegenstelling tot wat de high-end positie van Koga-Miyata misschien doet vermoeden, produceert Miyata zelf geen fietsen voor het hogere marktsegment.